# OCR-B
OCR-B ist eine maschinenlesbare Schrift, die von Adrian Frutiger als direkter Nachfolger der aus den USA stammenden OCR-A entworfen wurde. OCR darin ist die Abkürzung für optical character recognition (optische Zeichenerkennung).
Nachdem sich die für die amerikanische Regierung entworfene OCR-A in Europa keiner sonderlichen Beliebtheit erfreute und die optische Zeichenerkennung in der Zwischenzeit einigen Fortschritt gemacht hatte, entwickelte Frutiger auf Bitten von Gilbert Weil in einer fünfjährigen Zusammenarbeit mit der ECMA eine neue, freundlichere OCR-Schrift. 1973 wurde OCR-B in ISO 1073-2 zum weltweiten Standard erklärt.
OCR-B liegt ein feineres Grundraster zugrunde und sie ähnelt daher im Vergleich zur OCR-A sehr viel stärker einer normalen serifenlosen Druckschrift.

## Implementierungen
Norbert Schwarz erstellte basierend auf dem DIN-Standard in den 1980er Jahren mittels der Software METAFONT eine digitale Version der Schrift, die er zur nichtkommerziellen Nutzung kostenfrei zur Verfügung stellte.
Matthew Skala erstellte im Jahr 2006 mittels mftrace daraus eine TrueType-Version der Schrift, die mit allen heute gebräuchlichen Betriebssystemen benutzt werden kann. Die Form dieser kostenlosen Schrift ist mit der offiziellen OCR-B 10 kompatibel, Größe und Abstände sind es nicht.
Eine künstlerische Implementierung, die die OCR-B als Festbreitenschrift für den Alltagsgebrauch interpretiert, ist die OCR-F von Albert-Jan Pool.